# Schalkham (Bawaria)
Schalkham – miejscowość i gmina w Niemczech, w kraju związkowym Bawaria, w rejencji Dolna Bawaria, w regionie Landshut, w powiecie Landshut, wchodzi w skład wspólnoty administracyjnej Gerzen. Leży około 20 km na wschód od Landshut, nad rzeką Vils.